# Casearia staffordiae
Casearia staffordiae är en videväxtart som beskrevs av George Richardson Proctor. Casearia staffordiae ingår i släktet Casearia och familjen videväxter. Inga underarter finns listade i Catalogue of Life.